# Helopides hildsiensis
Helopides hildsiensis is een keversoort uit de familie Cupedidae. De wetenschappelijke naam van de soort is voor het eerst geldig gepubliceerd in 1876 door Roemer.